# Seri Menanti
Seri Menanti is een bestuurslaag in het regentschap Ogan Ilir van de provincie Zuid-Sumatra, Indonesië. Seri Menanti telt 1030 inwoners (volkstelling 2010).